# Jane Parker

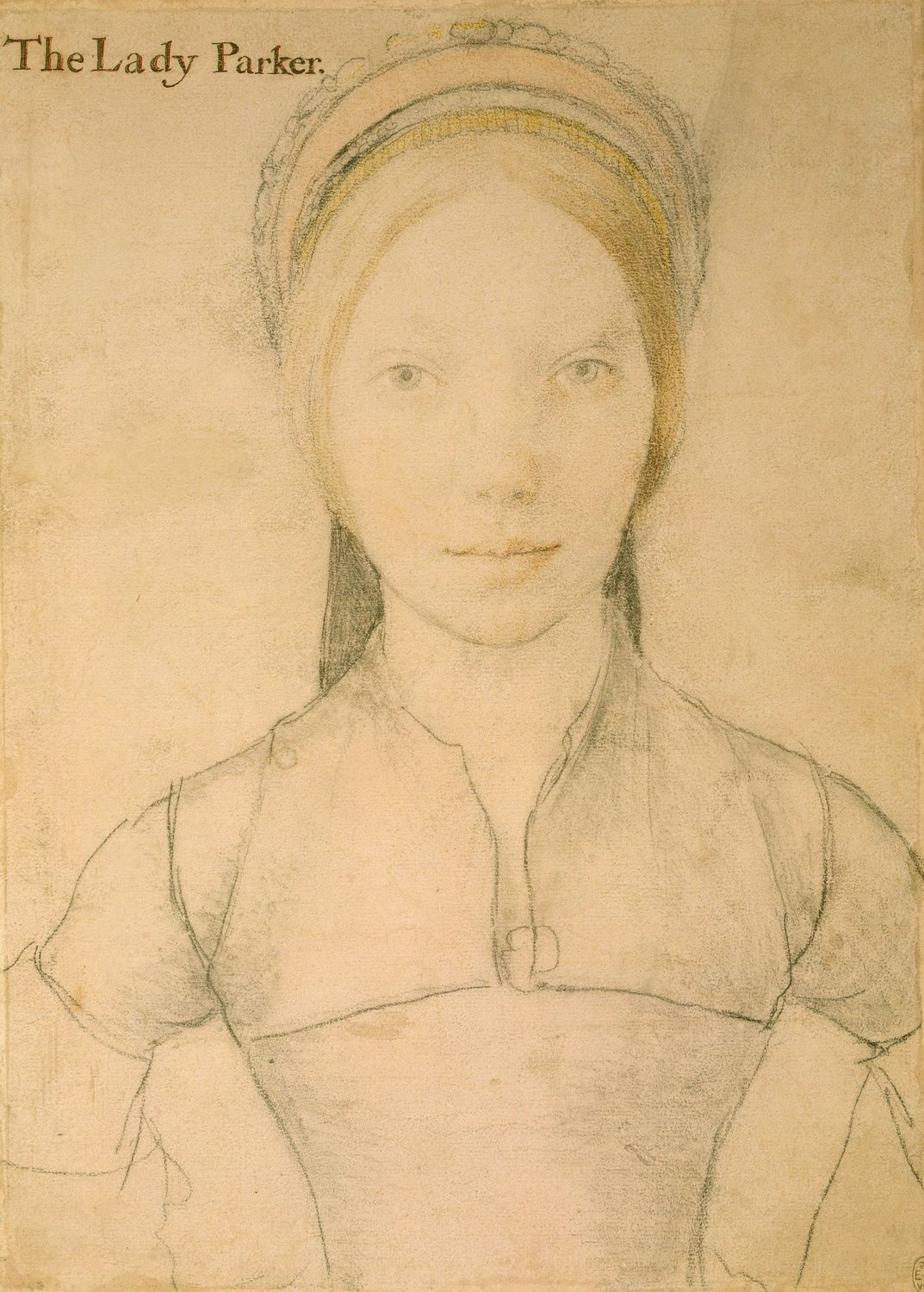
Jane Parker

Jane Parker (ur. ok. 1505, zm. 13 lutego 1542) – angielska arystokratka, wicehrabina Rochford od 1529 r. jako żona George’a Boleyna.

## Pochodzenie
Nie jest znana data urodzenia Jane, jednak przyjmuje się, że stało się to około 1505 r. Jej rodzicami byli Henry Parker, 10. baron Morley oraz Alice St. John. Ze strony matki była prawnuczką Johna St. Johna (zm. 1488), przyrodniego brata Małgorzaty Beaufort. Jej babką macierzystą była Alice Lovell, 9. baronowa Morley. Jej rodzice pobrali się z inicjatywy matki króla Henryka VII, u której przebywali na dworze. Jane urodziła się i wychowała najprawdopodobniej w małym domostwie w Hallingbury Hall. Miała co najmniej dwoje rodzeństwa.

## Młodość
Jako piętnastolatka została damą dworu królowej Katarzyny Aragońskiej.
W marcu 1522 r. brała udział w przedstawieniu dworskim Chateau Vert, gdzie występowała jako Wierność w towarzystwie m.in. swoich przyszłych szwagierek: Marii i Anny Boleyn, a także Marii Tudor, wdowy po królu Francji.

## Małżeństwo
W 1525 r. poślubiła George’a Boleyna, brata ówczesnej kochanki króla Marii Boleyn. W 1529 r. dzięki romansowi króla z drugą szwagierką Jane, Anną, rodzina Boleyn awansowała w hierarchii dworskiej. George otrzymał tytuł wicehrabiego Rochford a teść Jane Thomas Boleyn został hrabią Ormonde i Wiltshire.

## Rola w procesie Anny i George’a Boleynów
W 1533 r. Anna Boleyn została koronowana na królową Anglii. Relacje pomiędzy Jane a królową układały się poprawnie; w 1534 r. Jane pomogła Annie usunąć z dworu królewskiego nieznaną historykom kochankę Henryka VIII, a także stała się powiernicą zwierzeń królowej na temat domniemanej impotencji króla.
W maju 1536 r. aresztowano męża Jane oraz królową i kilku innych mężczyzn. Podczas upadku Anny Boleyn zeznania Jane były kluczowe – podczas procesu swego męża (oskarżonego m.in. o kazirodczy romans z królową) oświadczyła, że stosunki pomiędzy Anną Boleyn a jej bratem były nadmiernie zażyłe. Powody, dla których Jane zdecydowała się obciążyć męża i królową, są nieznane, jednakże historycy wysuwają kilka teorii. Według jednej z nich ojciec Jane jako zwolennik Katarzyny Aragońskiej mógł wpłynąć na Jane. Dodatkowo lord Morley był jednym z sędziów podczas procesu własnego zięcia oraz królowej, w związku z tym wypowiedzi Jane wymierzone w jej męża mogły być podyktowane chęcią pomocy dla Marii, córki zmarłej królowej i Henryka VIII. Inna teoria mówi o tym, jakoby George był homoseksualistą a zeznania jego żony były wynikiem nieudanego małżeństwa i orientacji męża. Jeszcze inna wersja mówi o nienawiści Jane do George’a i jego siostry. Ponadto królowa i jej najbliżsi stracili swoją pozycję, gdyż ze związku Anny i króla nie urodził się oczekiwany następca tronu, więc Jane nie chciała opowiadać się po stronie przegranych.
George Boleyn został uznany za winnego i jako jeden z pięciu kochanków królowej został stracony 17 maja 1536 r. Annę Boleyn ścięto 2 dni później. W źródłach nie ma informacji o potomstwie z małżeństwa Jane i Georga.

## Dama dworu Jane Seymour i Anny Kliwijskiej
Wicehrabina pozostała na dworze królewskim jako dama dworu następnych żon Henryka VIII. Od czasu śmierci męża za zabezpieczenie finansowe Jane odpowiadał najbliższy doradca króla Thomas Cromwell. 12 listopada 1537 r. podczas pogrzebu Jane Seymour lady Rochford podtrzymywała tren Marii Tudor, która szła na czele konduktu żałobnego.
W 1540 r. Anna Kliwijska w rozmowie z Jane miała przyznać, że ciągle jest dziewicą. Czwarte małżeństwo Henryka VIII zostało unieważnione po pół roku.

## Upadek Katarzyny Howard i śmierć
W listopadzie 1541 r. piąta żona króla Henryka Katarzyna Howard została uwięziona z powodu podejrzeń o zdradę małżeńską. Królowa zeznała, że do romansu z Thomasem Culpeperem namawiała ją Jane Parker poprzez m.in. udzielanie wsparcia i organizację spotkań. Także kochanek Katarzyny twierdził, że wicehrabina nakłaniała go do potajemnych spotkań z żoną króla. Jane stanowczo zaprzeczyła tym zeznaniom twierdząc, że nie była świadoma romansu królowej, jednakże nie uwierzono jej. Kochanków Katarzyny stracono 10 grudnia 1541 r.
13 lutego 1542 r. odbyły się dwie egzekucje. Jane Parker wygłosiła przed śmiercią długa przemowę i pomodliła się za króla. Została ścięta na szafocie, na którym była świeża krew Katarzyny Howard, ściętej chwilę przed Jane. Ciała obu pochowano w Kaplicy Świętego Piotra w Okowach obok m.in. Anny Boleyn.
Rodzice Jane przeżyli swoją córkę: baron Morley zmarł w 1556 r. a Alice St. John w 1552 r.

## W kulturze
- serial Dynastia Tudorów: postać Jane pojawia się w 2, 3 i 4 sezonie, obciąża zeznaniami męża w ramach zemsty za złe traktowanie; w jej rolę wciela się wciela się Joanne King.
- serial Wolf Hall: rolę Jane Parker gra Jessica Raine,
- film Kochanice króla: Jane Parker pojawia się w kilku scenach grana przez Juno Temple,
- film Henryk VIII z 2003 r.: lady Rochford zagrała Kelly Hunter,
- powieści Philippy Gregory: Dwie królowe (postać Jane jest jedną z narratorek) oraz Kochanice króla (pojawia się epizodycznie).